# 糸貫町
糸貫町（いとぬきちょう）は、岐阜県本巣郡にあった町である。2004年（平成16年）2月1日に周辺三町村と合併し本巣市となった。
富有柿を特産としていた。

## 地理
岐阜県西部に位置し、旧本巣町との境に最高で標高100mほどの丘があるがほぼ全域が濃尾平野に属した。西は根尾川によって画された。

### 隣接していた自治体
- 岐阜市
- 揖斐郡大野町
- 本巣郡本巣町、真正町（以上、現：本巣市）、北方町

## 歴史
- 1910年（明治43年） - このころ富有柿の栽培がはじまる。
- 1955年（昭和30年）4月1日 - 一色村と土貴野村が合併して糸貫村になった。
- 1956年（昭和31年）9月30日 - 席田村の一部（上保・郡府・北野・春近・石原・三橋・仏生寺）が糸貫村に編入される。
- 1960年（昭和35年）4月1日 - 町制施行により糸貫町となる。
- 2004年（平成16年）2月1日 - 本巣町・真正町・根尾村と合併し本巣市となる。
- 2024年（令和6年）7月16日 - 本巣市合併後、糸貫分庁舎で行ってきた行政機能が、本巣市新庁舎の開庁に伴い、新庁舎へ集約される[1]。

## 経済
岐阜市に隣接しているため、通勤する人の住宅地があった。

### 産業
農業は稲作のほか、柿の栽培が盛んであった。中でも富有柿がもっとも多く、町の名産として力を入れられた。他にイチゴ、花なども作られた。

## 教育

### 小学校
- 糸貫町立席田小学校
- 糸貫町立土貴野小学校
- 糸貫町立一色小学校

### 中学校
- 糸貫町立糸貫中学校

## 交通

### 鉄道路線
- 樽見鉄道樽見線 糸貫駅

### 道路
南の北方町との境には、古代の東山道が走っていた。2004年時点には、南北、東西に国道が通っていた。平地にあるので道路の便は良かった。
高速道路
- 町内に高速道路はなし。

一般国道
- 国道157号 - 町の東部を南北に走り、南の北方町、北の本巣町に接続した。
- 国道303号 - 町の中央を東西に走り、東の岐阜市、西の大野町に接続した。

主要地方道
- 岐阜県道78号岐阜大野線

一般県道
- 岐阜県道156号曽井中島美江寺大垣線
- 岐阜県道168号屋井黒野線
- 岐阜県道169号石神七五三線
- 岐阜県道170号田之上屋井線
- 岐阜県道173号文殊茶屋新田線

## 名所・旧跡・観光スポット・祭事・催事
- 舟来山272号墳（赤彩古墳）
- 長屋神社
- 富有柿の里
- 道の駅富有柿の里いとぬき

## 出身有名人
- 高木貞治 - 数学者